# Isla Circular
La isla Circular (en inglés: Circum Island) es una de las islas Malvinas. Se encuentra al suroeste de la isla Gran Malvina y al sureste de la isla San José en el canal Colón hacia la bahía San Julián.